# 柴田彰
柴田 彰（しばた あきら、1932年（昭和7年）11月13日 - 2014年（平成26年）1月26日）は、日本の政治家。北海道函館市長（1期）。

## 経歴
北海道函館市出身。1951年、北海道函館中部高等学校卒。卒業後は函館市役所に入る。1953年には市役所内の富士銀行出張所に勤めていた銀行員と結婚、後に2児をもうける。市役所では民生課、総務課、秘書室に勤務し、その後、秘書係長、秘書課長補佐、秘書課長、市長公室次長、市長公室長、企画室長を歴任した。
1983年、矢野康函館市長の勇退に伴い、函館市長選挙に立候補して当選した。しかし、健康問題を理由に1986年に市長を辞職した。
高校時代からハンドボールを始め、全日本代表選手にも選ばれた。趣味は音楽鑑賞・ゴルフ、好物はカレーライスと稲荷寿司。
2014年1月26日、胃がんの為81歳で死去。